# Henri IV recevant l'ambassadeur d'Espagne
Henri IV recevant l'ambassadeur d’Espagne  est un tableau peint par Jean-Auguste-Dominique Ingres en 1817. Il est conservé au musée des Beaux-Arts de la ville de Paris, au Petit Palais.

## Historique
En 2014, le tableau est prêté au musée des Beaux-Arts de Lyon dans le cadre de l'exposition L'Invention du passé. Histoires de cœur et d'épée en Europe, 1802-1850.